# Wirksworth
Wirksworth är en stad och civil parish i Derbyshire Dales i Derbyshire i England. Orten har 5 038 invånare (2011). Byn nämndes i Domedagsboken (Domesday Book) år 1086, och kallades då Werchesvorde.